# لونسهایم
لونسهایم (به آلمانی: Lonsheim) یک شهر در آلمان است که در آلزی-ورمز (به آلمانی:Alzey-Worms) واقع شده‌است. لونسهایم ۵۷۱ نفر جمعیت دارد.